# Хоккайдо Дзингу
Хоккайдо Дзингу (яп. 北海道神宮) — синтоистское святилище, расположенное в парке Маруяма города Саппоро. Святилище посвящено трём ками, помогавшим освоению Хоккайдо, и императору Мэйдзи. Многие люди, имеющие заслуги перед Хоккайдо, такие как Мамия Риндзо, также включены в этот список. Первоначально святилище носило название Саппоро-дзингу.

## История
В 1869 году по приказу императора Мэйдзи в Токио состоялась церемония почитания трёх ками: Окунитама, Окунинуси и Сукуна-бикона. Они были закреплены как три божества мелиорации на Хоккайдо, и позже место их почитания было перемещено в Саппоро.
Временное здание храма для трёх ками было построено в 1870 году в Саппоро, расположенном не в нынешнем месте расположения храма. В 1871 году храм был возведен на нынешнем месте и назван «Саппоро-дзингу», а 14 сентября состоялась церемония инаугурации.
С 1889 по 1946 год Саппоро-дзингу в соответствии с японской системой классификации синтоистских храмов был официально помещён в первый ряд святынь, поддерживаемых правительством.
Душа императора Мэйдзи была вновь закреплена за святыней в 1964 году, и при этом здание было официально переименовано в «Хоккайдо Дзиндгу». Первое здание было разрушено пожаром в 1974 году, а затем восстановлено в 1978 году.

## Описание
Площадь храмового комплекса составляет 180 000 м² и примыкает к парку Маруяма. В период сезона цветения сакуры территория храма заполняется людьми для любования цветами. Многие люди также посещают храм во время Нового года, поддерживая традицию Хацумодэ.
С 14 по 16 июня каждого года проводится главный праздник святыни Хоккайдо, также называемый Фестиваль Саппоро (Саппоро Мацури), и толпа людей, несущих Микоси, проходит по улице, ведущей к храму. Святилище также считается покровительствующим скаутскому движению.

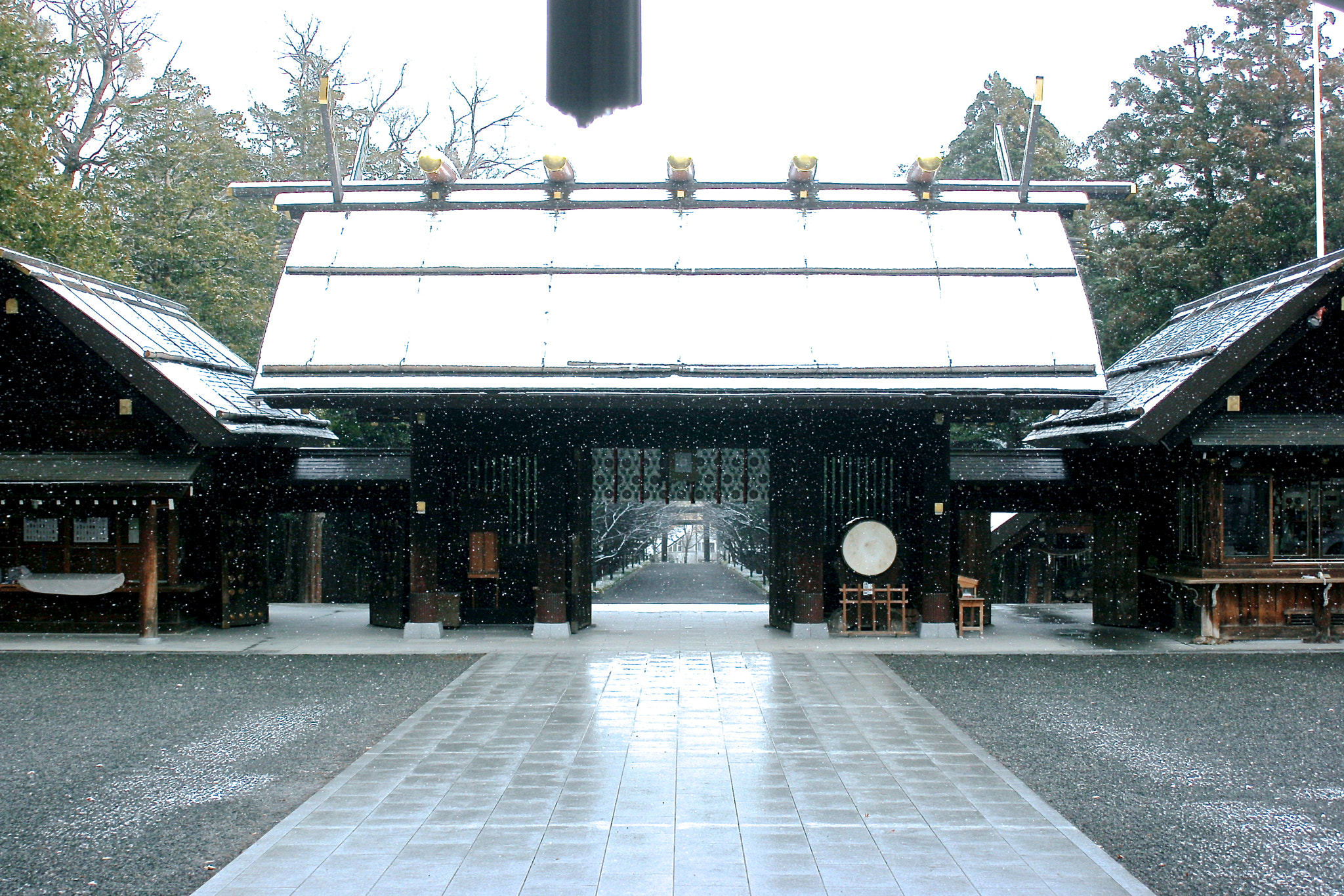
Ворота в храмовый комплекс Хоккайдо Дзиндгу (зимой)
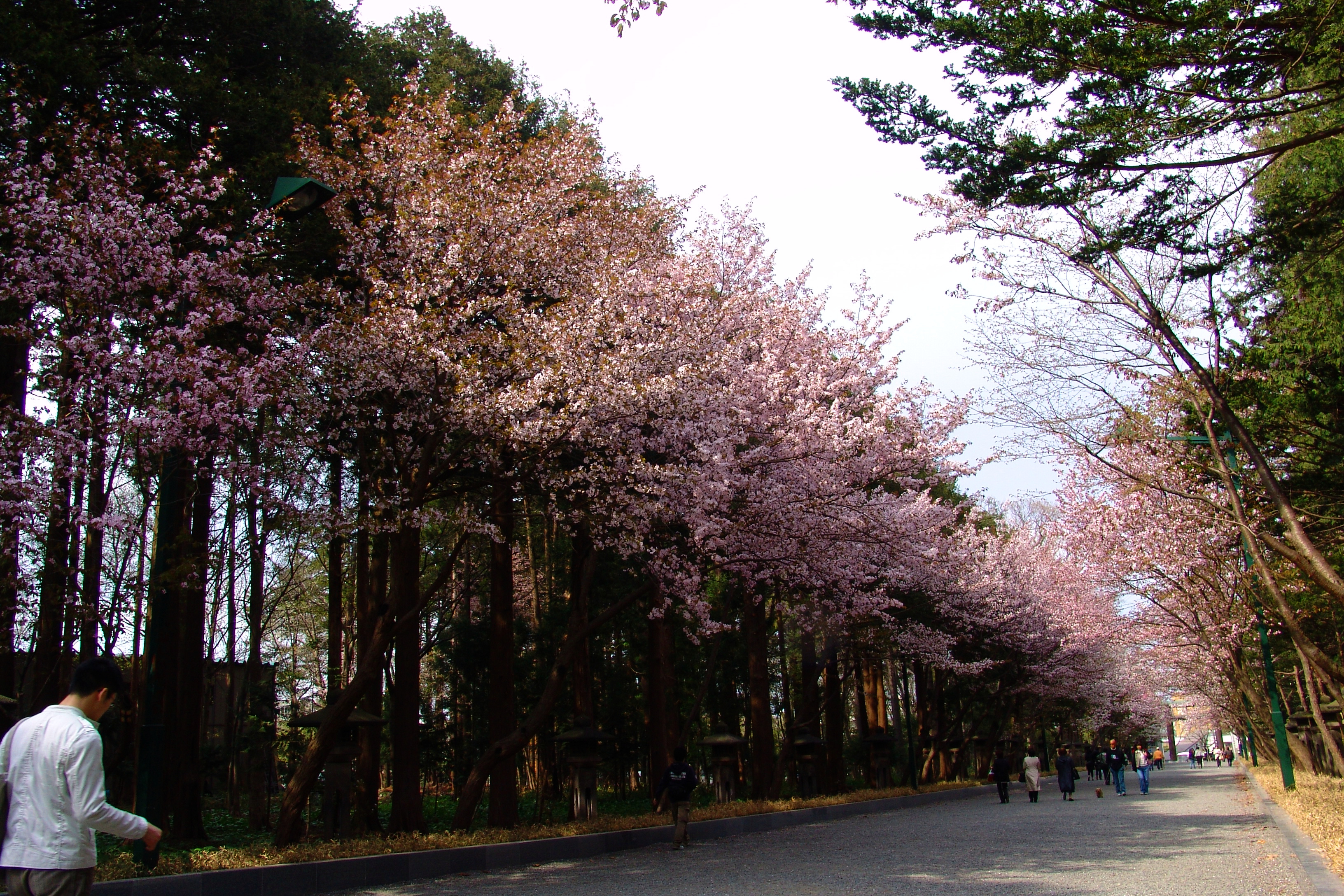
Цветение сакуры на территории храма
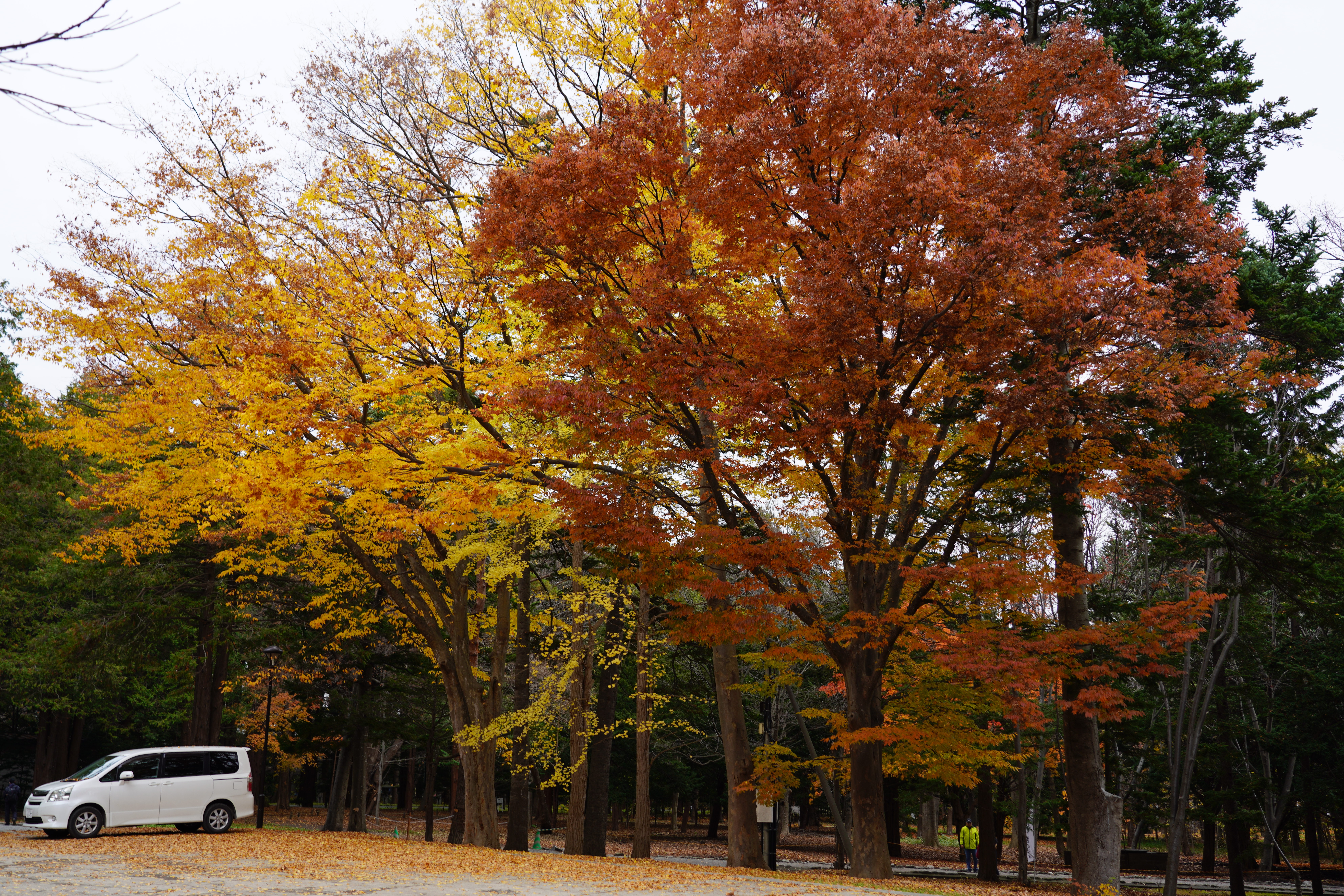
Клёны на территории храма
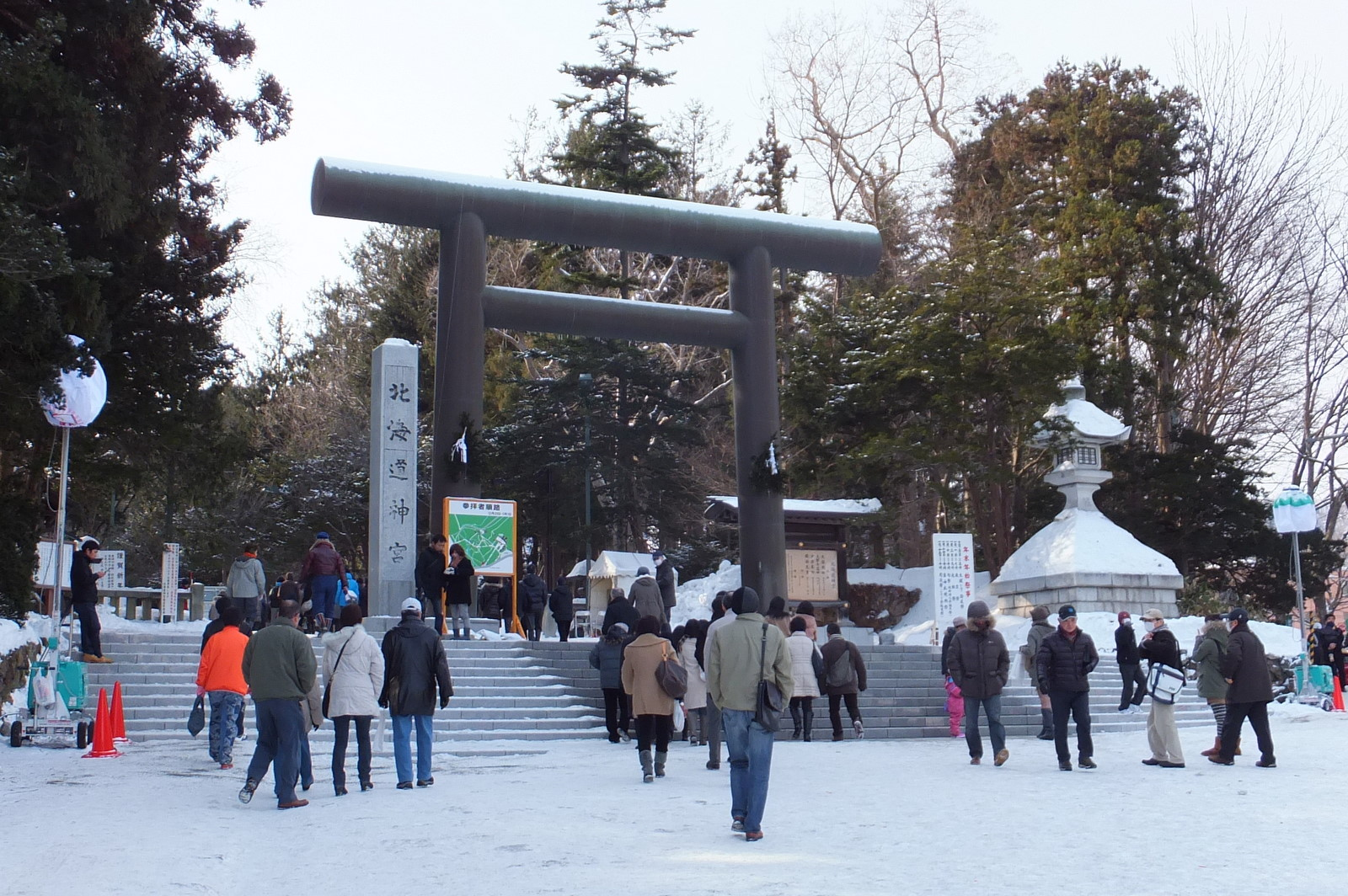
Тории
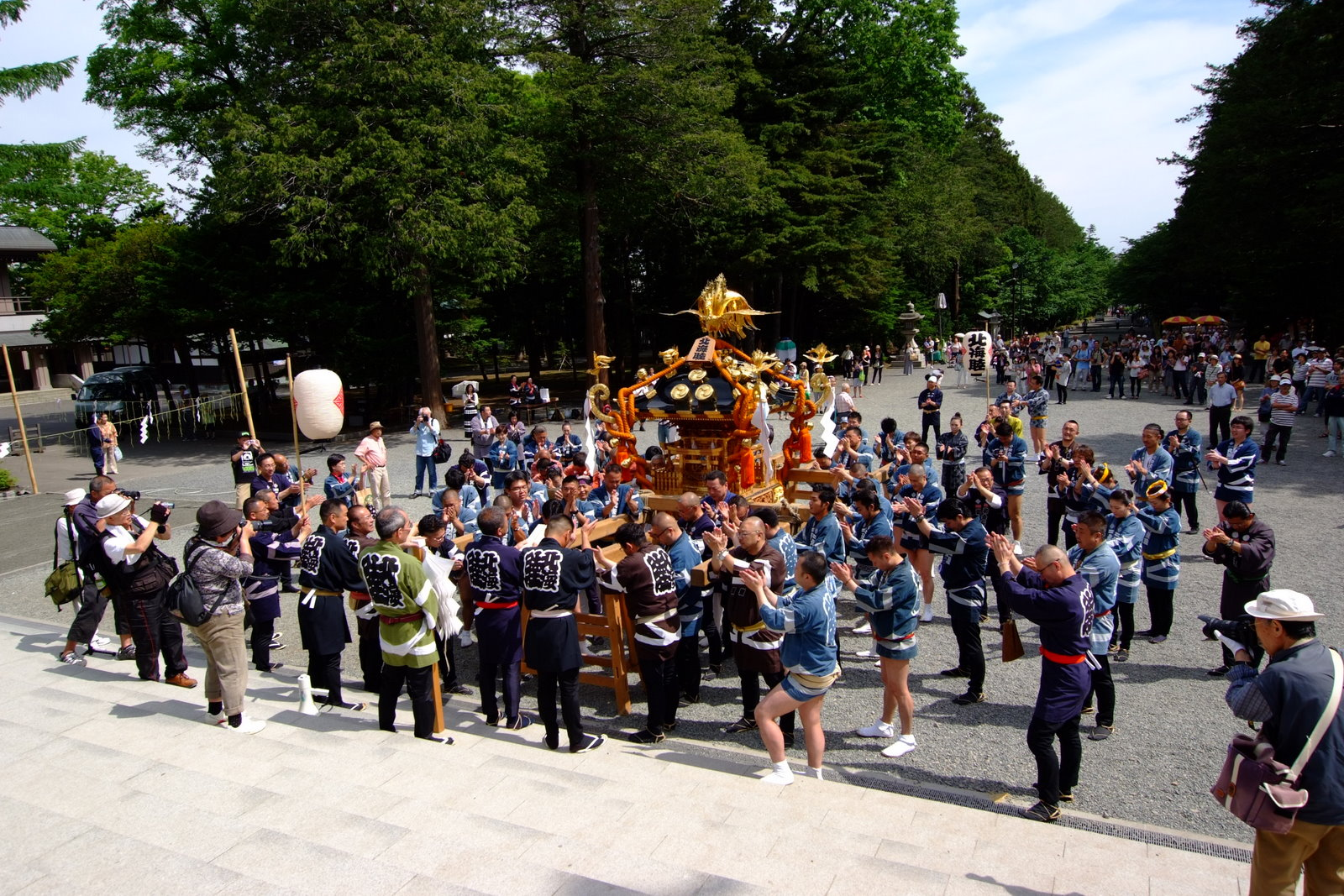
Фестиваль Саппоро